# Verdon (Nebraska)
Verdon – wieś w Stanach Zjednoczonych, w stanie Nebraska, w hrabstwie Richardson.

## Dane geograficzne
Miejscowość ma ok. 0,52 km²  powierzchni. Na jej terenie znajduje się 88 domostw w 85 różnych budynkach (nieliczne budynki mają więcej niż jedno mieszkanie/domostwo). Znaczy to, że w Verdon zdecydowanie dominują domy jednorodzinne. 

## Demografia
W 2020 r., na podstawie
- Wieś zamieszkiwały 164 osoby.
- Wskaźnik zatrudnienia wyniósł 73,7%.
- 3,3% populacji posiadało wykształcenie w stopniu bachelor’s degree lub wyższym.
- 7,2% ludności nie posiadało ubezpieczenia zdrowotnego.
- 5 mieszkańców wsi (niecałe 3,05% populacji) pochodziło z Ameryki Łacińskiej lub krajów hiszpańskojęzycznych.
- Średni roczny przychód w przeliczeniu na jedno domostwo wynosił 54,583 tys. USD. Jest to o ponad 20 tys. USD mniejszy wynik niż ogólna średnia dla Nebraski. Oznacza to, że jedna pracująca osoba zarabiała średnio 3,308 tys. USD miesięcznie. Mimo to odsetek ubóstwa w Verdon jest niższy niż ogólny odsetek ubóstwa w Nebrasce – w Verdon wynosi on ok. 4,3%, a w Nebrasce 10,5%.
- Mediana wieku ludności wynosiła 49,3 roku, czyli w przybliżeniu 11,9 lat więcej niż wynosi ogólna mediana wieku w stanie Nebraska.
- Ok. 1,5% mieszkańców posługiwało się w domu innym językiem niż j. angielski, co jest wielokrotnie niższym wynikiem niż wynik dla całego stanu (w Nebrasce 12,1–12,9% ludności posługuje się w domu innym językiem niż angielskim).
- Ok. 0,5% populacji wsi urodziło się poza Stanami Zjednoczonymi, co jest wynikiem wielokrotnie niższym niż ogólna statystyka dla Nebraski (7,4–8% ludności Nebraski urodziło się poza USA). Żaden z tych mieszkańców Verdon nie posiada amerykańskiego obywatelstwa.
- 5,7–22,1% ludności Verdon ma 65 lat lub więcej. Dla porównania, 17,1–17,3% ludności Nebraski ma 65 lat lub więcej.
- 5,2–20% ludności Verdon to weterani wojenni. Dla porównania, 6,3–6,9% ludności Nebraski to weterani wojenni.